# Dietrich Alexander Möller
Dietrich Alexander Möller, auch Dietrich A. Möller, (* 20. September 1944 in Gransee; † 28. April 2019) war ein deutscher Architekt und Hochschullehrer, der ab 1993 als Professor für Bauökonomie und computergestütztes Entwerfen an der Technischen Universität Dresden lehrte.

## Leben
Dietrich Alexander Möller wuchs in Hannover auf und studierte Architektur an der Technischen Universität Berlin und der Technischen Universität Braunschweig. Nach seiner Diplomarbeit bei Walter Henn arbeitete er sowohl in dessen Büro als auch am Lehrstuhl für Industriebau. In Braunschweig absolvierte er auch ein Studium des Wirtschaftsingenieurwesens und wurde zum Dr. rer. pol. promoviert. Er war anschließend fünf Jahre lang im Büro von Hans-Ulrich Riethmüller als Betriebsplaner und Berater bei Krankenhausbauten tätig.
Im Jahr 1981 erhielt Dietrich Alexander Möller einen Ruf als ordentlicher Universitätsprofessor für Bauwirtschaftslehre und Baubetriebslehre an die Universität-Gesamthochschule Wuppertal. Im Jahr 1983 folgte er einem Ruf an die Universität Karlsruhe (TH), wo er den Fachbereich Planungs- und Bauökonomie aufbaute und die bauökonomische Ausbildung in diesem Gebiet festlegte. Zusammen mit Fritz Haller engagierte sich Möller insbesondere für das neue Fachgebiet der Datenverarbeitung. Nach einer Gastprofessur 1990 an der Technischen Universität Dresden folgte er 1993 einem Ruf dieser Hochschule auf den neuen Lehrstuhl für Bauökonomie und computergestütztes Entwerfen.
Dietrich Alexander Möller war zusammen mit Wolfdietrich Kalusche Herausgeber und Autor der Fachbuchreihe „Bauen und Ökonomie“.

## Schriften
- mit Karlheinz Pfarr, Thomas Bock, Bernd Nentwig, Siegbert Keller, Wolfdietrich Kalusche, Bernd Stolzenberg, Peter Richter, Volkhard Franz: Perspektiven am Beginn des neuen Millenniums. Universität Kassel, Kassel 2000, ISBN 3-932698-15-0.
- mit Wolfdietrich Kalusche: Planungs- und Bauökonomie. Band 1, Grundlagen der wirtschaftlichen Bauplanung. 5. Auflage, Oldenbourg, München 2006, ISBN 3-486-58171-6.
- mit Wolfdietrich Kalusche: Planungs- und Bauökonomie. Band 2, Grundlagen der wirtschaftlichen Bauausführung. 5. Auflage, Oldenbourg, München 2008, ISBN 978-3-486-58589-6.
- mit Wolfdietrich Kalusche: Übungsbuch zur Planungs- und Bauökonomie. Wirtschaftslehre für Bauherren und Architekten. 5. Auflage, Oldenbourg, München 2009, ISBN 978-3-486-59021-0.